# Hamburger Concerto
Hamburger Concerto is het vierde studioalbum van de Nederlandse progrockband Focus. De lp werd uitgebracht in het jaar 1974. In 1988 volgde een heruitgave op compact disc. Deze bevat het nummer Early Birth, dat niet op de oorspronkelijke lp voorkomt.

## Voorgeschiedenis
Op 5 mei 1973 gaf Focus een concert in het Rainbow Theatre in het noorden van Londen dat werd opgenomen met producer Mike Vernon die voor de band werkte op aandringen van het Amerikaanse muzieklabel Sire Records uit New York, dat de distributie in de Verenigde Staten en Canada verzorgde. Voor het live-album werden de nummers gekozen die het toenmalige repertoire van Focus vertegenwoordigden, met alle hitsingles en favoriete tracks van de voorafgaande albums.
In de laatste twee weken van mei nam Focus in de Chipping Norton-studio van Mike Vernon, een aantal nummers op voor een vierde studioalbum dat de opvolger van het succesvolle Focus 3-album moest worden. Hier ontstonden persoonlijke meningsverschillen tussen Jan Akkerman en Thijs van Leer, en Akkerman weigerde zelfs in de studio te verschijnen als de andere bandleden daar aanwezig waren. Dat maakte het proces om de nieuwe nummers op te nemen moeizaam en verwarrend.
Omdat de band niet tevreden was over de studio-opnamen, werd in plaats daarvan in oktober het livealbum At the Rainbow uitgebracht; de opnamen van het concert van 5 mei. Van Leer en Akkerman waren inmiddels tot de conclusie gekomen dat de big band drumstijl van Pierre van der Linden het commercieel succes voor Focus in de weg stond. Nadat Van der Linden tevergeefs had geprobeerd zich aan te passen verliet hij in oktober 1973 de band. Op aanraden van Mike Vernon werd hij opgevolgd door de Britse drummer Colin Allen, die al eerder met Vernon had gewerkt.
Met Allen als drummer werd in januari en maart 1974 in de Olympic Studios in Londen het materiaal voor Hamburger Concerto opgenomen. Het zouden de laatste opnamen zijn met Mike Vernon als producer. Wel leidde Vernon in 1976 nog de technieksessies waarbij alle analoge mastertracks werden omgezet naar digitaal. Toen werden onder zijn toezicht ook de Chipping Norton studio-opnamen uit 1973 gemixt voor het album Ship of Memories (1976) dat Vernon produceerde.

## Musici
- Thijs van Leer - toetsinstrumenten, fluit, zang
- Jan Akkerman - gitaar, luit, pauken
- Bert Ruiter - basgitaar, percussie
- Colin Allen - drums, percussie

## Tracks (cd-versie)
1. Delitiae Musicae (traditional, gearrangeerd door Jan Akkerman) (1:13)
2. Harem Scarem (Thijs van Leer) (5:52)
3. La Cathédrale de Strasbourg (Thijs van Leer) (4:59)
4. Birth (Jan Akkerman) (7:46)
5. Hamburger Concerto (Thijs van Leer en Jan Akkerman) (20:19)
  1. Starter (Thijs van Leer) (1:59)
  2. Rare (Jan Akkerman) (3:24)
  3. Medium I (Thijs van Leer) (4:06)
  4. Medium II (Jan Akkerman) (6:03)
  5. Well Done (Thijs van Leer) (3:27)
  6. One for the Road (Jan Akkerman) (1:20)
6. Early Birth (Jan Akkerman) (2:54)

## Wetenswaardigheden
- Delitiae Musicae is een werk van de 16e-eeuwse Vlaamse componist Joachim van den Hove; het is voor dit album gearrangeerd door Jan Akkerman die het op luit speelt.
- In La Cathédrale de Strasbourg bezingt Van Leer in het Frans de kathedraal van Straatsburg en de nostalgie die ontwaakt. Het kerkorgel is het orgel van St. Mary the Virgin in Barnes, de Londense wijk waar de muziekstudio gevestigd was.
- In het intro van Birth speelt Thijs van Leer klavecimbel.
- Het nummer Hamburger Concerto is onderverdeeld in zes delen. De titels beschrijven de stappen die gevolgd worden bij het bereiden van een hamburger. Het onderdeel Starter is een arrangement van het eerste deel uit de Haydn-Variaties, Op. 56a (1873) van Johannes Brahms; Jan Akkerman speelt pauken. Dit was de tweede poging van Focus om het stuk van Brahms te arrangeren voor rockgroep; een eerste poging, uit januari 1970, zou in 1976 onder de titel Spoke the Lord Creator op het album Ship of Memories terechtkomen. In Rare zijn enkele maten van De uil zat in de olmen te horen, terwijl Well Done begint met de eerste twee strofen van het traditionele Nederlandse kerstlied O Kerstnacht, schoner dan de dagen; oorspronkelijk de Rey van Klaerissen uit Gijsbrecht van Aemstel (1638) van Joost van den Vondel.